# Köln–Breslau

Der Sieger: Otto Goetzke

Die Radfernfahrt Köln–Breslau wurde im Jahre 1905 ausgetragen. Sie fand nur ein einziges Mal statt.
Das Rennen ging über 938,2 Kilometer von Köln nach Breslau und wurde am 7. September 1905 gestartet. Es war das längste Radrennen, das jemals auf deutschem Boden stattfand. 29 Fahrer hatten sich dafür angemeldet, jedoch nur 20 gingen an den Start. Von diesen erreichten wiederum nur zwölf das Ziel in Breslau. Sieger war der Berliner Radrennfahrer Otto Goetzke, der für die Strecke 54 Stunden, 37 Minuten und 50 Sekunden benötigte. Die Kampfrichter mussten bleiben, bis der letzte Fahrer, Albert Bamberg aus Breslau, nach 98 Stunden und 40 Minuten – also nach mehr als vier Tagen – das Rennen beendet hatte.